# San Pablo Villa de Mitla
San Pablo Villa de Mitla è un comune del Messico, situato nello stato di Oaxaca.